# Rizal, Cagayan
Rizal là một đô thị hạng 5 ở tỉnh Cagayan, Philippines. Theo điều tra dân số năm 2000, đô thị này có dân số 14.929 người trong 2.904 hộ.

## Các khu phố (barangay)
Rizal được chia thành 29 khu phố (barangay).
| - Anagguan - Anurturu - Anungu - Baluncanag - Batu - Cambabangan - Capacuan - Dunggan - Duyun - Gaddangao - Gaggabutan East - Illuru Norte - Lattut - Linno (Villa Cruz) - Liuan | - Mabbang - Mauanan - Masi (Zinundungan) - Minanga - Nanauatan - Nanungaran - Pasingan - Poblacion - San Juan (Zinundungan) - Sinicking - Battut - Bural (Zinundungan) - Gaggabutan West - Illuru Sur |